# Shin Megami Tensei V
Shin Megami Tensei V — ролевая компьютерная игра, разработанная компанией Atlus. Является частью серии Shin Megami Tensei, которая сама по себе является частью более крупной франшизы Megami Tensei. Игра была выпущена в 2021 году на платформе Nintendo Switch. Её продюсером выступил директор разработки Shin Megami Tensei IV Кадзуюки Ямаи, игра разработана как гибрид между Shin Megami Tensei III: Nocturne и Shin Megami Tensei IV, с возвращающимися игровыми механиками, такими как воскрешение и слияние демонов. В 2024 году была выпущена улучшенная версия под названием Shin Megami Tensei V: Vengeance для Nintendo Switch, PlayStation 4, PlayStation 5, Xbox One, Xbox Series X/S, а также персональных компьютеров.

## Игровой процесс
Shin Megami Tensei V — ролевая компьютерная игра, действие которой происходит в современном Токио. В ней возвращены элементы игрового процесса из предыдущих игр Shin Megami Tensei, такие как способность объединять демонов, а также новые механики.

## Разработка
Shin Megami Tensei V разработана компанией Atlus и спродюсирована Кадзуюки Ямаи, который ранее руководил разработкой Shin Megami Tensei IV. Одна из целей команды разработчиков в игре — отразить и проявить сочувствие к современным проблемам, таким как безработица, беспокойство по поводу выхода на пенсию, терроризм и ядерное оружие, а также бытовые проблемы. Игра разработана как гибрид между «глубоким очарованием» Shin Megami Tensei III: Nocturne и геймплеем Shin Megami Tensei IV.
Игра была разработана с помощью игрового движка Unreal Engine 4, впервые для Atlus. По словам Ямаи, переход на Unreal Engine 4 изменил способ создания игр, поскольку возможность создавать что-то и сразу видеть это в игре позволяет им тратить больше времени на использование метода проб и ошибок и выдвижение идей. Решение разработать игру для Nintendo Switch было принято, поскольку Ямаи понравилась её портативность в сочетании с её способностью к графике высокой четкости, хотя были некоторые проблемы, связанные с тем, что Shin Megami Tensei V была первым проектом Atlus для этой платформы. Более высокие аппаратные возможности Nintendo Switch означали, что демоны в игре разработаны для соответствия, и на их развитие уходит примерно в три раза больше времени по сравнению с демонами в предыдущих играх Shin Megami Tensei для старых платформ.
Игра была анонсирована в январе 2017 года как часть презентации консоли Nintendo Switch, в виде трейлера с изображением разрушенного офисного здания и несколькими демонами. На момент анонса разработка только началась, и игра была представлена как Shin Megami Tensei: Brand New Title; название Shin Megami Tensei V было объявлено в октябре того же года, чтобы совпасть с 25-летием оригинальной Shin Megami Tensei, вместе с новым трейлером, показывающим железнодорожную станцию в современном Токио и постапокалиптическую городскую сцену. В этот момент Ямаи описал разработку как недостаточную даже для того, чтобы Atlus могла сказать «coming soon» («скоро»). В феврале 2018 года он написал, что проект вступил в стадию «полномасштабной разработки», и все больше и больше сотрудников Atlus присоединяются к производству. Хотя Atlus USA изначально не знала, будут ли они локализовать игру для западного рынка, они все же разослали пресс-релиз об анонсе игры в январе 2017 года; Международный релиз был объявлен в ноябре 2017 года. В ответ на опасения по поводу прогресса разработки из-за отсутствия обновлений статуса разработки, Atlus в 2019 году подтвердила ещё раз, что игра все ещё находится в активной разработке.
В июле 2020 года во время презентации Nintendo Direct был показан трейлер, в котором объявлена одновременная всемирная дата релиза на 2021 год. Повторно игра была показана на E3 2021, где была названа дата выхода — 11 ноября 2021 года в Японии и международный релиз днём позже. В Японии было доступно лимитированное издание, которое включало музыкальный альбом, артбук, футболку и игровой кейс[проверить перевод].

## Восприятие
| Сводный рейтинг       | Сводный рейтинг |
| Агрегатор             | Оценка          |
| --------------------- | --------------- |
| Metacritic            | 85/100          |
| Иноязычные издания    |                 |
| Издание               | Оценка          |
| Destructoid           | 9/10            |
| Famitsu               | 36/40           |
| Game Informer         | 8,25/10         |
| GameSpot              | 8/10            |
| IGN                   | 8/10            |
| Nintendo Life         | 9/10            |
| Nintendo World Report | 9/10            |
| VG247                 | 3/5             |

| Русскоязычные издания | Русскоязычные издания |
| Издание               | Оценка                |
| --------------------- | --------------------- |
| StopGame.ru           | Изумительно           |